# فلاخن (بارجة حربية)
بارجة فلاخن: هي سفينة هجومية سريعة إيرانية من طراز (Kaman-class). تخدم في الأسطول الجنوبي للبحرية الإيرانية لجمهورية إيران الإسلامية. شاركت هذه البارجة الحربية في حرب الخليج الأولى (الحرب العراقية الإيرانية)، وكان موطنها ميناء قاعدة بوشهر البحرية. يبلغ طول البارجة فلاخن القاذفة للصواريخ 47 متر (154 قدماً و2 بوصة)، وعرضها يبلغ 7.1 متر (23 قدماً و4 بوصات). وتستخدم بارجة فلاخن 4 محركات ديزل من طراز (MTU 16V538 TB91)، بقوة 14400 حصان (10.7 ميجاوات). يُذكَر أن تقريراً أمريكياً صدر في 11 أيلول/ سبتمبر 2008م، أكد أن (معهد واشنطن لسياسة الشرق الأدنى) قال في تقرير له، إنه خلال العقدين الماضيين منذ فرض العراق الحرب على إيران، تفوقت الجمهورية الإسلامية في القدرات البحرية وأصبحت قادرة على شن حرب فريدة غير متكافئة ضد قوات بحرية أكبر. ووفقاً للتقرير، فقد تحولت البحرية الإيرانية إلى قوة ذات دوافع عالية، ومجهزة تجهيزاً جيداً، وممولة بشكل جيد، وتسيطر فعلياً على شريان حياة النفط في العالم، وهو مضيق هرمز.

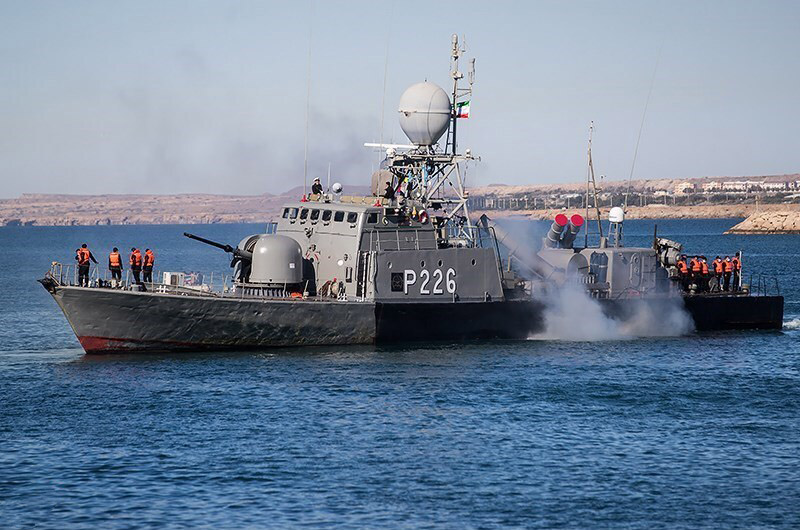
البارجة الحربية الإيرانية فلاخن القاذفة للصواريخ

## المواصفات
تتصف بارجة فلاخن بأنها مركبة هجومية سريعة من طراز كامان. تبلغ سرعتها 36 عقدة (67 كيلومتر/ ساعة). وطولها يبلغ 47 متر (154 قدماً و2 بوصة)، وعرضها يبلغ 7.1 متر (23 قدماً و4 بوصات)، اما إزاحتها فتبلغ 249 طن قياسي، وبحمولة كاملة تبلغ 275 طن. تستخدم بارجة فلاخن 4 محركات ديزل من طراز (MTU 16V538 TB91)، بقوة 14400 حصان (10.7 ميجاوات).

## التسليح
تتسلح بارجة خنجر القاذفة للصواريخ إيرانية الصنع، بمجموعة مختلفة من الصواريخ والمدافع المتطورة والرادارات وهذه أهمها:
- منظومات الصواريخ إيرانية الصنع وبمديات مختلفة.
- تنصيب مدافع أرض-أرض وأرض-جو مزدوجة الغرض تم تصنيعها من قِبَل الصناعات الإيرانية ووزارة الدفاع الإيرانية من عيار 76 مليمتر، و40 مليمتر.[3]
- تنصيب مدفع فجر إيراني الصنع. فقد تم تنصيب مدفع فجر-27 عيار 76 ملم على البارجة خنجر. وهو أحد أكثر المدافع البحرية تطوراً في العالم، فهو من الأسلحة الأوتوماتيكية الذكية ذات الإستخدامين إيراني الصنع.[4][3] والقادر على ضرب أهداف جوية وبحرية في الوقت نفسه، حيث يتميز بكثافة النيران بمعدل إطلاق النار 120 أطلاقة في الدقيقة الواحدة.[5] وتُعتبَر جمهورية إيران ثالث دولة في العالم تصنع هذا المدفع المتطور بعد كلٌ من الولايات المتحدة الأمريكية وإيطاليا اللتان تمتلكان تكنولوجيا صنع مثل هذه المدافع. وقد استغرق العمل عليه من قِبَل المهندسين والخبراء الإيرانيون مدة 6 سنوات. وتم تدشين الخط الإنتاجي لمدفع فجر - 27 سنة 2006م بوزارة الدفاع الإيرانية.[6] ويبلغ مدى المدفع 17 كيلومتر.[3] وهو قادر على إستهداف وتدمير البوارج والزوارق السريعة وقطع البحرية التابعة للعدو إضافةً إلى الأهداف الجوية والصواريخ التي تُطلَق صوب الأهداف البحرية على إرتفاع (23 ألف قدم) فوق سطح البحر.[7]

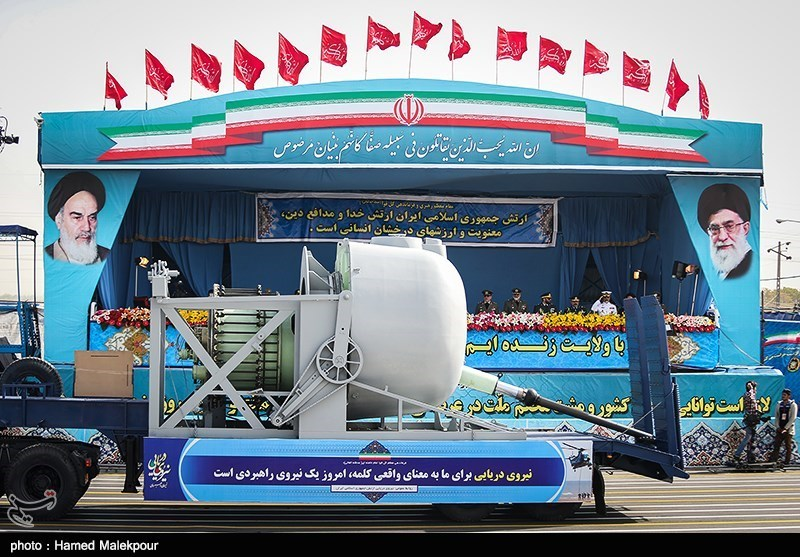
مدفع فجر 27 الإيراني

## سجل الخدمة
2014
كانت البارجة فلاخن القاذفة للصواريخ جزءاً من المجموعة البحرية الإيرانية التي وصلت إلى كراتشي عاصمة باكستان، وذلك في 2 مايو عام 2014م لإجراء تدريبات بحرية مشتركة مع البحرية الباكستانية لمدة خمسة أيام. وتشارك مجموعة من القِطَع البحرية الإيرانية بهذه المناورات البحرية كبارجة خنجر (P230)، وسفينة هنديجان (1401)، وديلم (424) وغدير (953) وغيرها من القِطَع البحرية الإيرانية الأخرى.
2017
في يوم الإثنين 10 أبريل 2017م، شرعت القوة البحرية التابعة للجيش الإيراني، بإجراء ثلاث مناورات مشتركة مع القوة البحرية لكل من سلطنة عمان وباكستان وكازاخستان. وعلى هامش مراسم إحياء الذكرى الـ18 لاستشهاد الفريق علي صياد شيرازي، والتي أُقيمَت في مقر هيئة الأركان الإيرانية العامة، قال الأدميرال حبيب الله سياري "إنطلقت اليوم مناورات الإسناد والإنقاذ المشتركة للقوة البحرية مع سلطنة عمان". وتشارك في هذه المناورات من جانب الجمهورية الإسلامية الإيرانية مدمرة (سبلان)، وسفينة (لاوان) للإسناد وحمل المروحيات، ومروحية واحدة من طراز (SH3D) إضافةً إلى سفينة (فلاخن) القاذفة للصواريخ. وتابع الأدميرال أنه "ستنطلق يوم غد المناورات التكتيكية المشتركة بين القوة البحرية الإيرانية ونظيرتها الباكستانية في شرق مضيق هرمز وشمال المحيط الهندي، كما ستنطلق بعد غد مناورات مشتركة مع كازاخستان في بحر قزوين".

## تحذير البارجة لسفينة أمريكية
في يوم الأحد 10 أيلول/ سبتمبر عام 2017م. أطلقت قاذفة الصواريخ الإيرانية فلاخن، تحذيرات لسفينة أمريكية كانت تبحر في مياه الخليج العربي قرب ميناء جاسك ما دفع السفينة الأمريكية للإبتعاد. وذكرت وكالة أنباء فارس أن لنش إيراني لصيد الأسماك كان قد أطلق على بعد 45 ميلاً من ميناء جاسك رسائل للإنقاذ بسبب عطل المحرك ما دعا بحرية الجيش الإيراني للإستجابة للطلب. وأرسلت قاذفة فلاخن التي عَمِلَ كوادرها على سحب اللنش العاطل إلى أرصفة الميناء. واقتربت سفينة أمريكية أثناء إصلاح عطل اللنش الإيراني، وكانت تحمل الرقم (02) إلا أن التحذيرات التي أطلقتها قاذفة الصواريخ الإيرانية فلاخن أجبرت قائد السفينة الأمريكية على الإبتعاد. ويتبع ميناء جاسك لمحافظة هرمزكان الواقعة على جنوب جمهورية إيران، ودائماً ما تشهد منطقة مياه الخليج العربي تحذيرات متبادلة بين البوارج الإيرانية والأمريكية ولم تخرج الأمور عن نطاق التحذير. وفي عام 2023م، أكد قائد القوة البحرية التابعة للجيش الإيراني الأميرال حبيب الله سياري، أنه سيتم الإعلان عن وثيقة إنذار قاذفة صواريخ إيرانية للسفينة الأميركية بمياه الخليج العربي إذا لزم الأمر. الأدميرال سياري أكد على أنه سيتم توجيه التحذير بشدة لأي جهة مهما بلغت قوتها، عند الإقتراب من المياه الإقليمية الإيرانية. وكانت قاذفة الصواريخ الايرانية فلاخن قد وجهت تحذيرات لسفينة أمريكية في مياه الخليج العربي قرب ميناء جاسك ما حدا بالأخيرة إلى الإبتعاد.

## معرض الصور

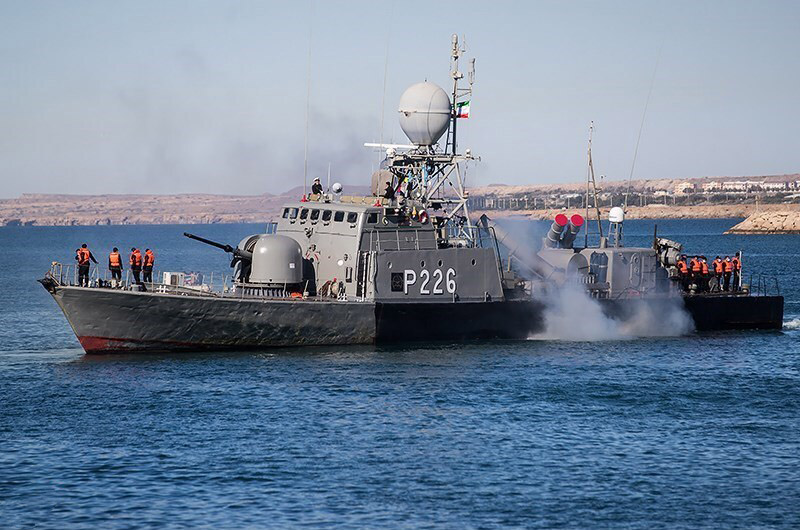
البارجة الحربية الإيرانية فلاخن القاذفة للصواريخ

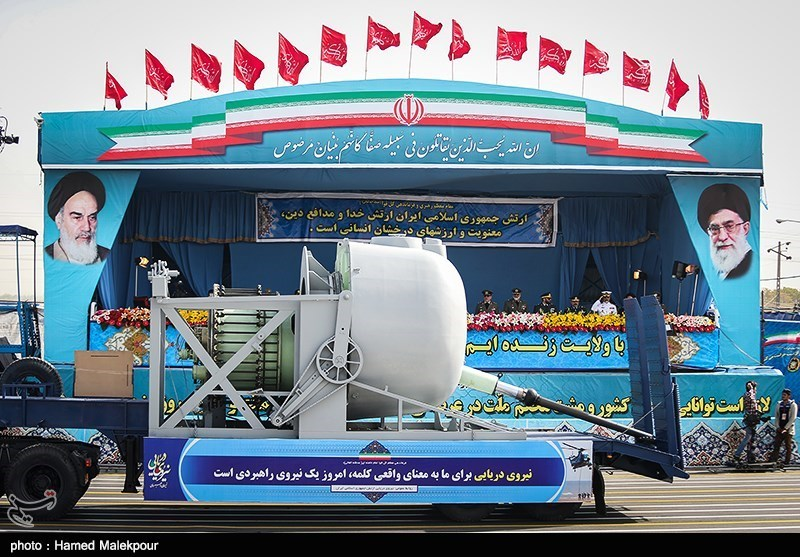
مدفع فجر 27 الإيراني